# Leon (Kallentoft)
Pour les articles homonymes, voir Léon.
Leon (Leon ), publié en 2015, est un roman policier et psychologique de l'écrivain suédois Mons Kallentoft et coécrit par Markus Lutteman.
C'est le deuxième thriller de la série Zack et de la série Hercule : il est aussi connu avec les sous-titres Zack, II et Dans le piège du lion.

## Résumé
Stockholm, années 2010, sans doute 2015, un mois de janvier particulièrement froid : une unité spéciale est informée d'une découverte insolite par un pilote de drone. Dans une zone à aménager, une usine désaffectée, dont il ne reste guère qu'une ancienne cheminée, au zoom on aperçoit le corps crucifié d'un enfant, attaché à une hauteur de quarante mètres. Zack, l'homme cassé, flic au bout du rouleau, visage écrasé, se charge de grimper pour récupérer le cadavre. L'auteur du massacre diffuse à la police puis aux médias une vidéo de l'enfant-proie attendant son prédateur-lion, sur plusieurs semaines, au fond d'un puits : griffes de lion, tatouage de lion...
Zack a, juste auparavant, réglé, de manière non conventionnelle, un braquage dans une boutique, et la police des polices lui retire son arme de service pour avoir visé et atteint le bras ou l'épaule plutôt que les jambes du jeune braqueur de supérette. Zack a des problèmes d'amphétamine, de cocaïne, et Abdula contribue à le fournir en dérivatifs et en informations. Zack a également des interrogations quant à l'enquête bâclée sur l'assassinat de sa mère. Il finit par obtenir copie de son dossier médical d'enfance, avant que sa mère ne meure : aurait-il été victime de violence parentale ?
Après enquêtes, interrogatoires, informations, délations, recoupements, l'équipe parvient à récupérer, après fusillade, dans une cave insalubre, huit enfants, victimes d'une mafia de fournisseurs d'enfants à divers pervers. Zack parvient à découvrir un marché de la roulette russe en plein Stockholm, avec de forts paris (Cou de vautour), et des amateurs et protecteurs très haut placés.
Divers indices concordants concernent Peter Bunde, le patron d’Echidna Games, qui a également commercialisé un jeu de roulette russe sur téléphone portable, et don le fils Albert vient d'être enlevé, et dont le criminel publie sur internet une vidéo en direct, et sans demande de rançon non plus.
À la fin de cette enquête et après quelques morts, des problèmes demeurent, récurrents, tout comme les personnages, policiers et autres : Zack, Hebe, Ester, Mera, Deniz, Abdula, Douglas, Peter...

## Personnages
- policiers :
  - Zack, Zackarias Herry, 28 ans, né en 1987, avec ses boucles blondes, son nez droit et son regard d'acier (pour Mera), brillant, beau et brisé (pour Deniz)
    - et dont la mère (violente ?) a été poignardée le 4 septembre 1992

  - Deniz Akin , 36 ans, collègue et coéquipière d'Herry, d'origine kurde d'Irak, vendue à 12 ans 
    - son petit frère Sarkawt, dont elle reste sans nouvelles

  - Douglas Juste, le chef des opérations de l'Unité spéciale, suspect potentiel (pour Zack)
  - Niklas Svensson, collègue, famille d'abord, époux d'Helena et père de trois enfants (Lukas (9), Emma (6), Tim (4))
  - Rudolf Gräns, 63 ans, en contrôle fréquent à l'hôpital pour ses yeux aveugles, à canne blanche
  - Tommy Östman, profileur
  - Samuel Koltberg, de la police scientifique, arriviste, méprisant
  - Sirpa Hemälainen, d'origine finnoise, et son chien Zeus
  - Sandra Sjöholm, nouvelle collaboratrice, remplaçante de Niklas
  - autres agents nommés et supposés récurrents : Per Karlsson, Pelle Sörensson, Danne Simonson (technicien à la retouche)
  - Ake Blixt et Gunilla Sundin, enquêteurs de la police des polices (en surveillance menaçante de Zack)
- autres :
  - Mera Leosson, amie-amante d'Herry
  - Ester Nilsson, 12 ans, protégée d'Herry, cheveux roux, frêle
    - Veronica, mère d'Ester, dépressive, cinglée

  - Cornelia, amie de Deniz
  - Eva Strandberg, 55 ans, responsable du foyer pour demandeurs d'asile
  - Margareta Svensson, directrice du foyer
  - Jeanette Vrejne, autre personnel du foyer, mère célibataire de trois enfants, en difficulté financière
  - Ismail Dakhil, première victime du lion, alias Emanuel, d'origine yézidi d'Irak, à demande d'asile refusée
  - Said, seul informateur potentiel du foyer
  - Emilian Petrescu, truand roumain
  - Danut Grigorescu, truand roumain, n°1 du trafic d'enfants, officiellement mort en 1994, à facettes dentaires
  - Johan Krusegard, victime de la roulette russe
  - Olympia Karlsson, dirigeante du groupe Heraldus, l'un des poids lourds de l'économie en Suède
  - Hebe Karlsson, (potentielle) héritière du groupe Heraldus, d'une beauté surnaturelle (pour Zack)
  - Abdula, ami de Zack, bras énormes, parfois pétrifié (et dont le père a été torturé au Maroc)
  - Emelie, amie d'Abdula
  - Lars Albinsson, l'amateur de drones
  - Patrick Andersson, sdf, récupérateur de bouteilles vides
  - Ulrika Johansson,
  - Acke Johansson, 36 ans, suicidé, ancien employé d'Echidna Games
  - Gustav Johansson, 34 ans, culturiste, possible vengeur de son frère
  - Hiro sensei Miyagi, maître de karaté de Zack
  - Albert Bunde, second enfant enlevé par le lion
    - Peter Bunde, PDG d'Echidna Games, dont un jeu de roulette russe, amateur de bonbons
    - Stella Bunde

  - Raymond Nilsson, employé d'Echidna Games
  - Daniel Markuson, 35 ans, ancien employé d'Echidna Games, non-suicidé
  - Alexander Denkert, un des responsables des paris sur la véritable roulette russe

## Accueil
Les lecteurs francophones aiment beaucoup ce perdant, toujours au-delà de la limite : 
un suspense totalement hallucinant, de rebondissements en fausses pistes.
« Leon » fait référence au lion de Némée, un lion invincible, tout puissant qui tue. Zack est une incarnation moderne du mythe d’Hercule et comme le demi-dieu, appartient à deux mondes, à la fois flic et drogué, héros aux nombreuses failles.

## Éditions (en français)
- Leon, Gallimard, coll. « Série noire », 2017 ((sv) Leon, 2015), trad. Hélène Hervieu  (ISBN 978-2-07-014586-7)Réédition, Gallimard, coll. « Folio policier » no 861, 2018 (ISBN 978-2-07-278985-4)